# 宮田慶三郎
宮田 慶三郎（みやた けいざぶろう、1906年1月7日 - 1997年5月22日）は、日本の教育者、実業者、歯科医である。慶應義塾大学医学博士。

## 略歴
著書『一瞬と永遠――建学の精神の基礎にあるもの』著者略歴より。
1906年1月7日に北海道で生まれる。1931年3月に大阪歯科医学専門学校を卒業し、同年12月に宮田歯科医院を開業する。1939年2月に不二鋼材工業株式会社付属研究所研究員、1940年3月に同株式会社東京工場長、1951年3月に日本放射線防御株式会社会長、それぞれに就く。1960年6月に慶應義塾大学より医学博士を授与される。1970年5月に城西歯科大学、1971年2月に岐阜歯科大学、それぞれを創立する。1974年4月に学校法人大阪歯科大学理事、1979年4月に社団法人日本私立歯科大学協会監事、それぞれに就く。

## 著書
- 『アパートのすべて』金剛出版、1964年
- 『サラリーマン革命』金剛出版、1966年